# لاکی استرایک
لاکی استرایک (انگلیسی: Lucky Strike) معروف به لاکیز (Luckies) برند سیگار آمریکایی محصول بریتیش امریکن توباکو است که در دهه‌های ۱۹۳۰ و ۱۹۴۰ پرفروش‌ترین برند سیگار در ایالات متحده به‌شمار می‌رفت.

## تاریخچه
در سال ۱۹۳۴ از ادوارد جیمز برنایز خواسته‌شد تا برای معضل عدم تمایل بانوان نسبت به خرید سیگارهای لاکی‌استرایک چاره‌ای بیابد. مشکل اصلی آنجا بود که بسته‌های سبز و قرمز سیگارهای این کمپانی با رنگ لباس‌های زنانهٔ استاندارد آن سال‌ها، همگن نبود. برنایز پیشنهاد تغییر رنگ بسته‌های سیگار و گرایش به رنگ‌های خنثی را مطرح نمود، جورج واشینگتن هیل رئیس کمپانی توتون و تنباکوی آمریکا از اجرای این پیشنهاد امتناع ورزید و متذکر شد که پیش‌تر، میلیون‌ها دلار برای تبلیغ این مدل بسته‌ها هزینه کرده است. برنایز به ناچار تلاش ویژه‌ای مبذول داشت تا بتواند رنگ سبز را به عنوان مُد روز جا بیندازد.
در راستای همین تلاش‌ها، از هنرپیشه‌ها و بازیگران برجسته هالیوودی همچون داگلاس فربنکس نیز برای تبلیغات عطر و طعم متفاوت سیگارهای لاکیز نیز استفاده گردید. سیگارهای لاکی استرایک، همچنین مورد استفاده و تدخین سیگاری مشهور و قهار دیگری از جمله بتی دیویس نیز گردید، کسی که تا سال‌های پایانی عمر نیز از این سیگارها استفاده می‌کرد. این موضوع به اندازه‌ای جالب‌توجه بوده که در همان زمان‌های نزدیک به مرگ بتی‌دیویس، روزنامه نیویورک تایمز از تغییر ذائقهٔ بتی نسبت به سیگارهای جدید این کمپانی با عنوان وان‌تیج خبر داده بود.
در سال ۱۹۴۲ که مصادف با سال‌های آغازین جنگ جهانی دوم بود، تبلیغات گسترده‌ و مشهوری از جانب شرکت اعلام نمود که لاکی‌استرایک سبز عازم جبهه نبرد گردیده‌است و همزمان، رنگ پاکت‌های سیگار لاکیز از سبز به سفید تغییر نمود. شرکت در آن زمان برای توجیه چنین تصمیم و تبلیغاتی مدعی گردید از آنجایی که مس به کار رفته در رنگ سبز به عنوان مواد اولیه قلمداد گردیده و مورد نیاز ارتش ایالات متحده می‌باشد، دست به چنین اقدامی زده است.

## نگارخانه

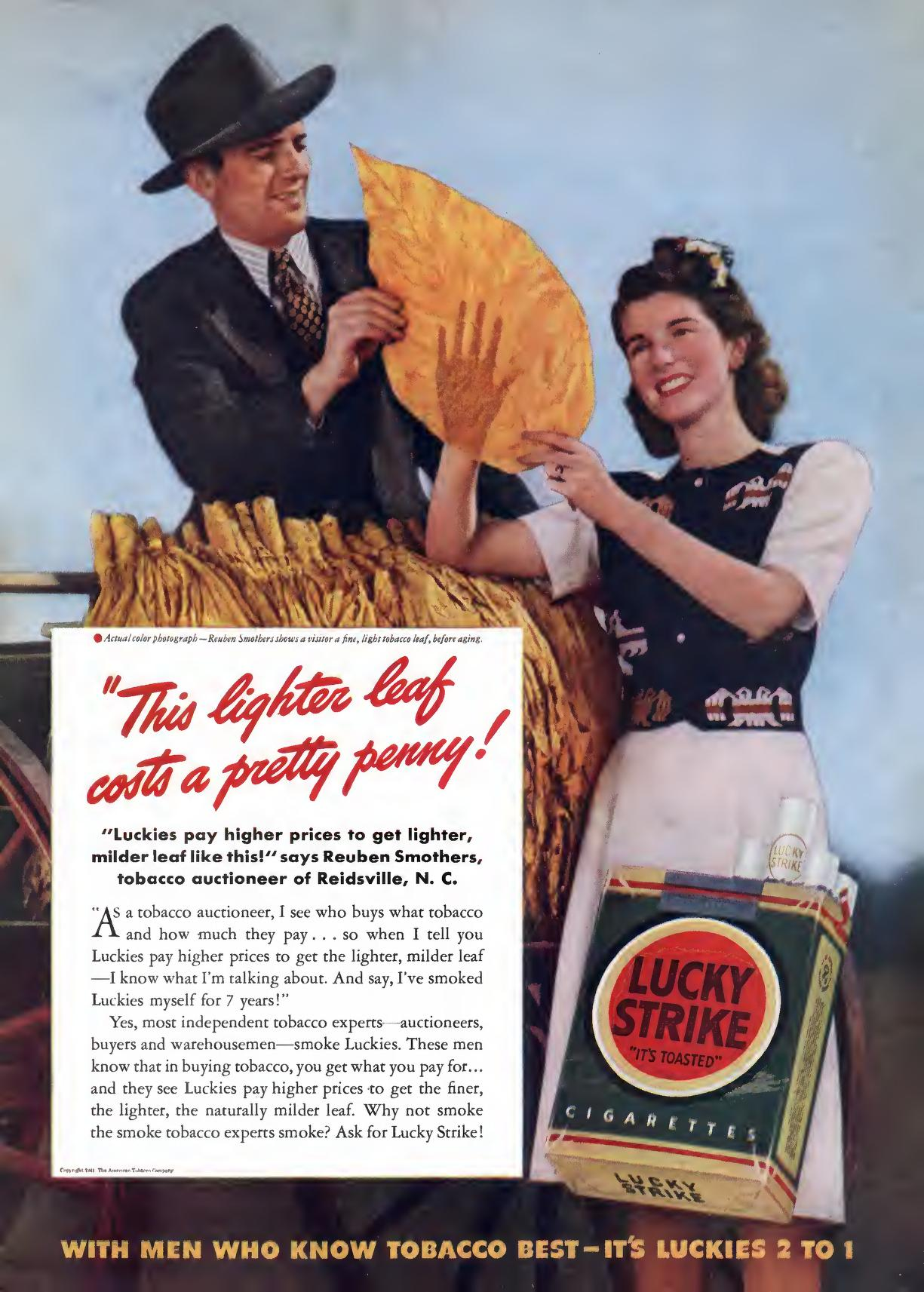
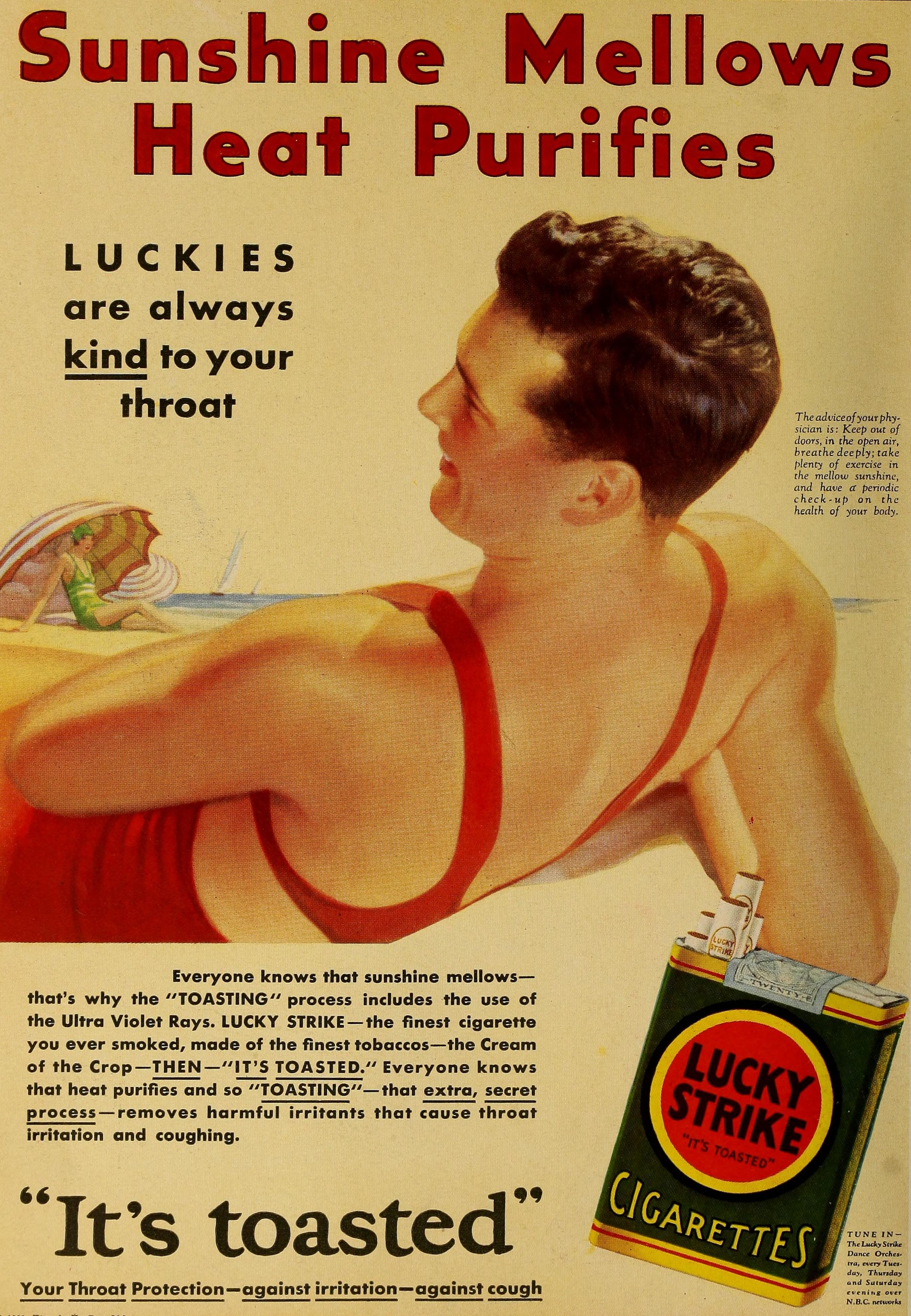
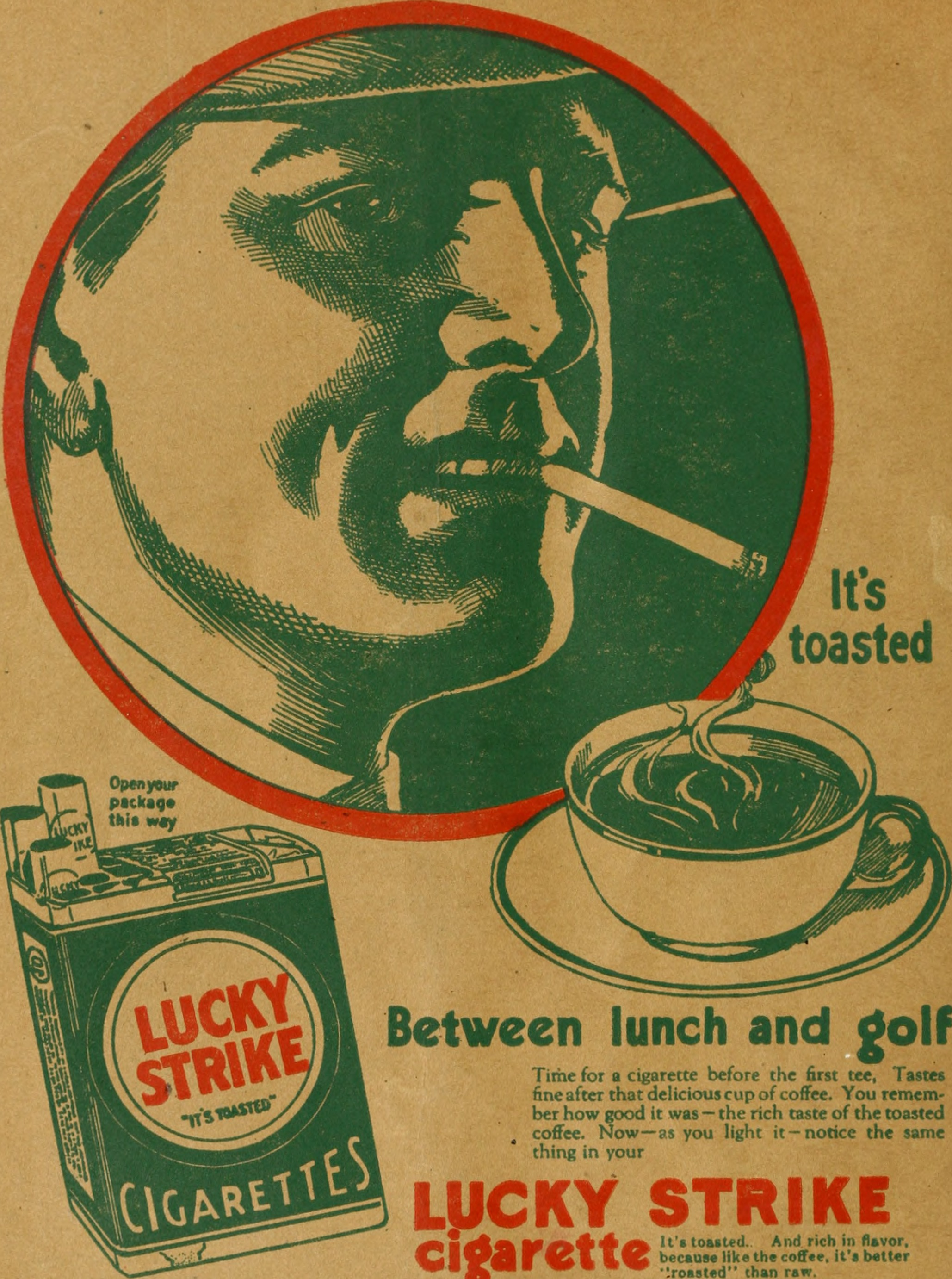
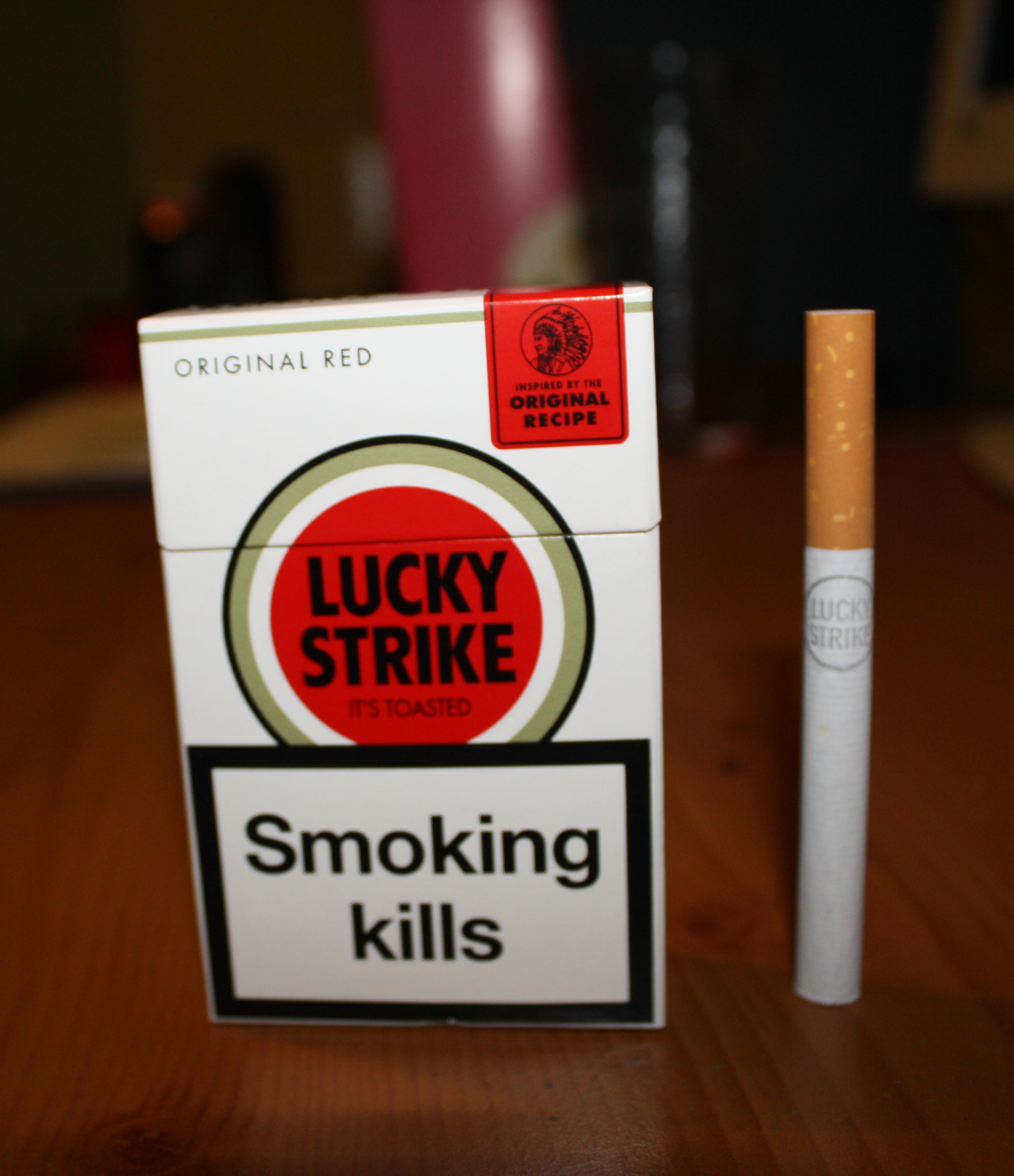
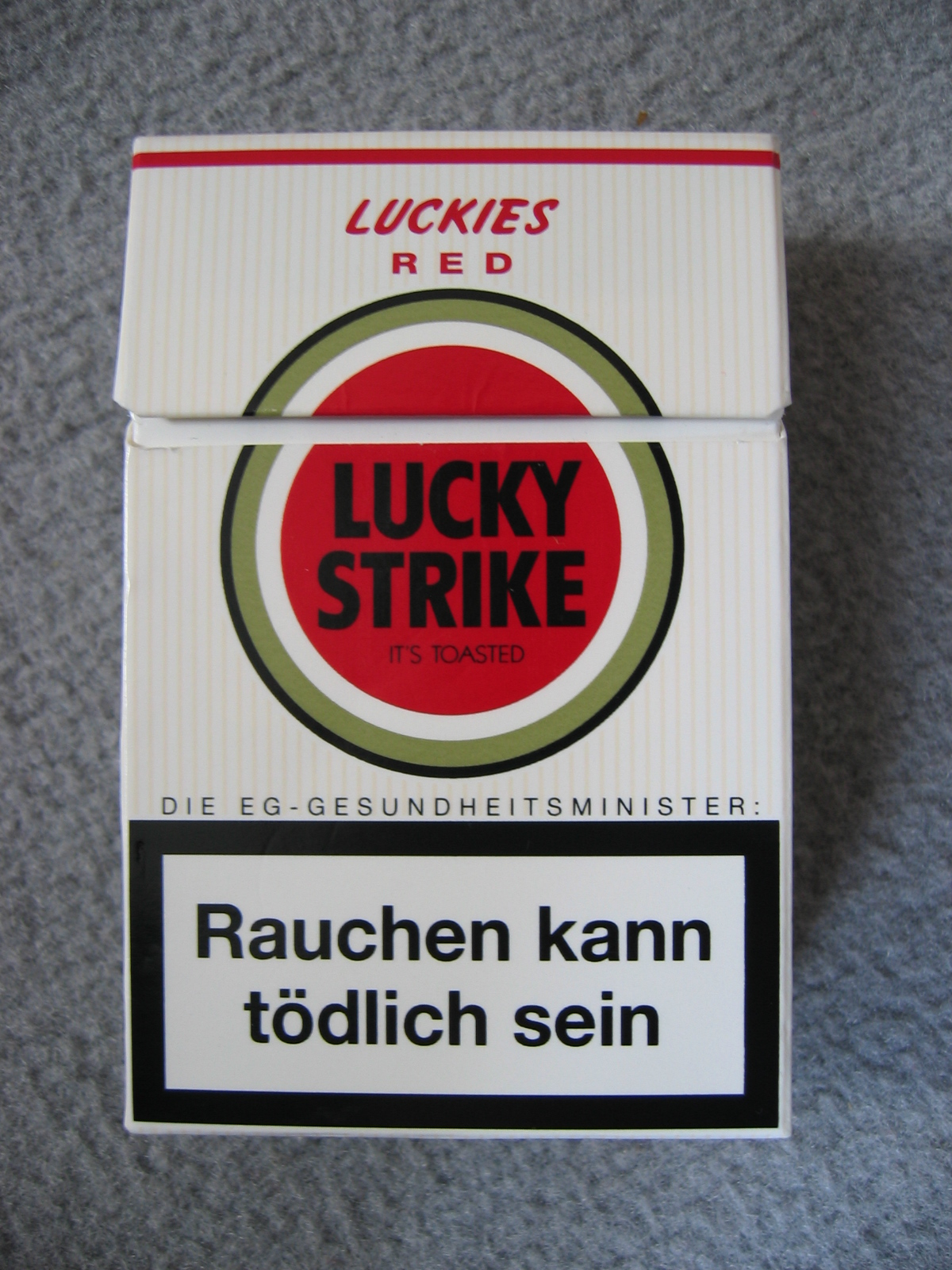
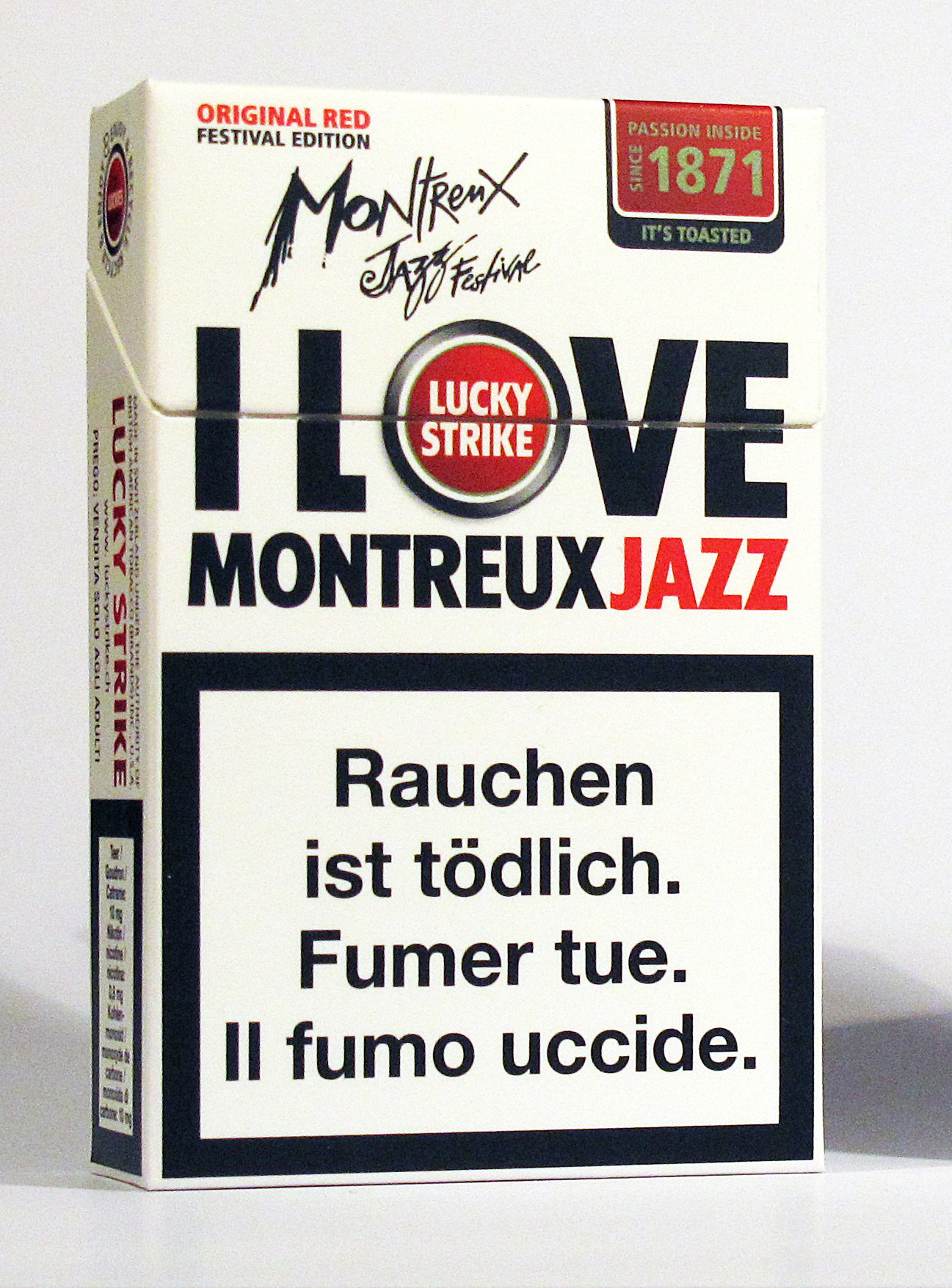
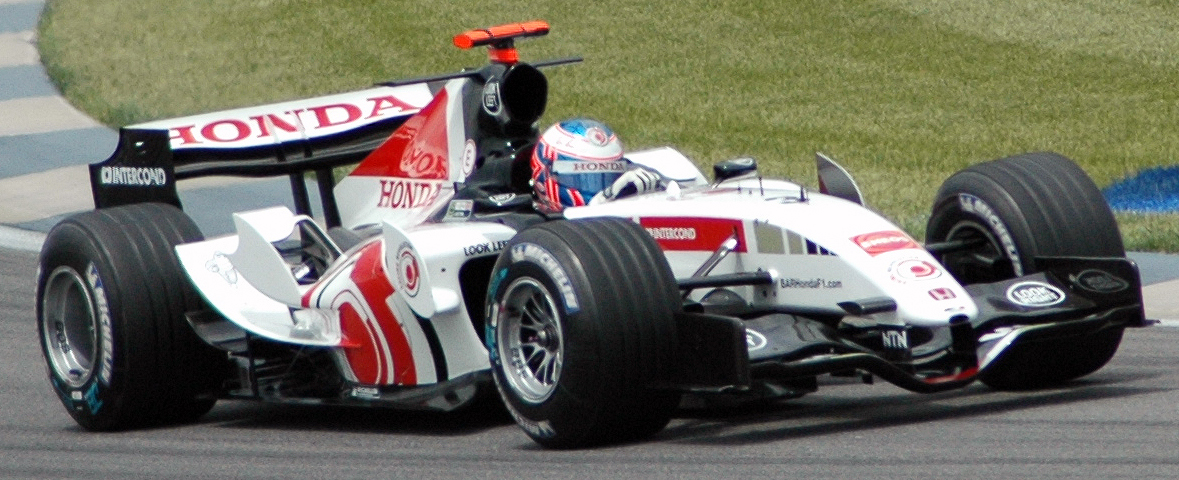
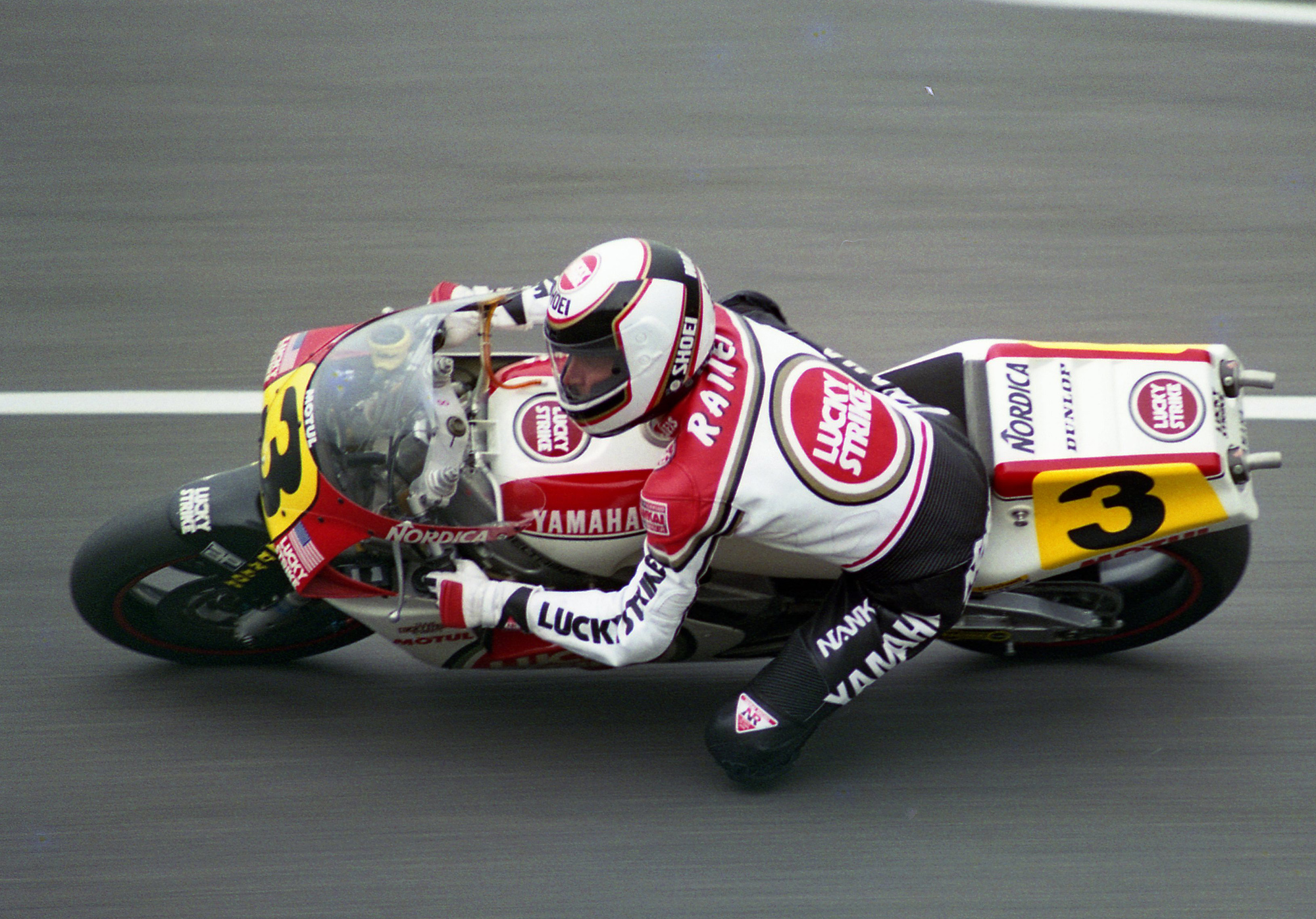